# Old Wave
Old Wave é um álbum de Ringo Starr, lançado em 1983, produzido Joe Walsh. O título do álbum é uma brincadeira com o new wave.

## Faixas
| N.º | Título                                   | Compositor(es)                               | Duração |  |
| 1.  | "In My Car"                              | Walsh, Starkey, Mo Foster, Kim Goody         | 3:13    |  |
| 2.  | "Hopeless"                               | Walsh, Starkey                               | 3:19    |  |
| 3.  | "Alibi"                                  | Walsh, Starkey                               | 4:02    |  |
| 4.  | "Be My Baby"                             | Joe Walsh                                    | 3:48    |  |
| 5.  | "She's About A Mover"                    | Doug Sahm                                    | 3:53    |  |
| 6.  | "I Keep Forgettin"                       | Jerry Leiber e Mike Stoller                  | 4:20    |  |
| 7.  | "Picture Show Life"                      | John Reid, John Slate                        | 4:18    |  |
| 8.  | "As Far As We Can Go"                    | Russ Ballard                                 | 3:51    |  |
| 9.  | "Everybody's In A Hurry But Me"          | Walsh, Starkey, Entwistle, Clapton, Stainton | 2:34    |  |
| 10. | "Going Down"                             | Richard Starkey                              | 3:34    |  |
| 11. | "As Far As We Can Go" (Versão Original)" | Russ Ballard                                 | 5:33    |  |